# Chứng chỉ tiền gửi
Chứng chỉ tiền gửi (Certificate of deposit / CDs/ CD) là một loại Giấy tờ có giá do ngân hàng phát hành để huy động vốn từ các tổ chức và cá nhân khác.

## Lịch sử ra đời và phổ biến

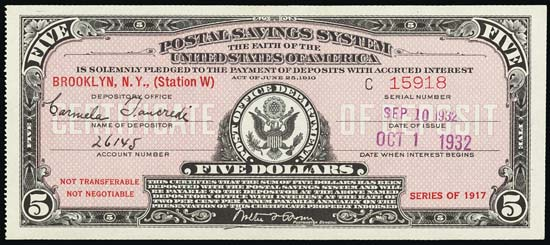
Một chứng chỉ tiền gửi Mỹ, năm 1932

Chứng chỉ tiền gửi áp dụng lần đầu tiên ở Mỹ lần đầu tiên vào năm 1961, sau đó được lưu hành ở Anh.
Tại Việt Nam, chứng chỉ tiền gửi mới chỉ xuất hiện những năm gần đây và chưa được phổ biến rộng rãi.

## Quyền lợi cơ bản của chủ sở hữu
- Được hưởng lãi trên số tiền đã mua.

- Được quyền cho, tặng và chuyển nhượng theo quy định của pháp luật và tổ chức phát hành.

- Các quyền lợi khác do tổ chức phát hành quy định.

## Các loại chứng chỉ tiền gửi
- Chứng chỉ tiền gửi ghi danh;

- Chứng chỉ tiền gửi vô danh;

- Chứng chỉ tiền gửi ghi sổ.

## So sánh với các hình thức Đầu tư/Huy động vốn khác

### So với Tiền gửi tiết kiệm
Tương tự như Tiền gửi tiết kiệm nhưng khác ở chỗ:
- Được hưởng lãi suất cao hơn;

- Được phép chuyển nhượng;
- Không được rút tiền ngay